# تادچانتوپو
تادچانتوپو (به لاتین: Thatchchanthoppu) یک منطقهٔ مسکونی در سری‌لانکا است که در استان شمالی (سری‌لانکا) واقع شده‌است.